# 河添香織
河添 香織（かわぞえ かおり、1995年9月30日 - ）は、日本の元女子競歩選手である。2020年東京オリンピック（2021年開催）出場。京都府綴喜郡田辺町（現：京田辺市）出身。立命館大学卒業。自衛隊体育学校に所属していた幹部自衛官（2023年4月現在、3等陸尉）。

## 経歴
京田辺市立大住中学校、立命館宇治高等学校、立命館大学政策科学部を卒業。競歩は高校生時代に始め、2013年インターハイ女子5,000m競歩決勝において、22分45秒28の大会新記録で優勝した。
2016年・2017年に日本インカレ20km競歩で2年連続2位。2018年に自衛隊に入隊し、自衛隊体育学校に所属。
2019年2月の日本選手権女子20kmで2021年現在自己ベストの1時間31分10秒をマークした。同年10月の全日本競歩高畠大会女子20kmでは1時間34分48秒で優勝した。
2021年3月21日の全日本競歩能美大会女子20kmで1時間36分54秒で優勝した。同年7月2日、東京オリンピック代表内定が発表された。同年8月6日の東京オリンピック女子20km競歩では1時間39分31秒で40位となった。
2022年2月20日の日本選手権女子20kmは1時間35分28秒で準優勝した。4月17日の日本選手権で35kmに初出場し、2時間54分25秒で準優勝した。
2023年4月16日の日本選手権女子35kmは2時間59分46秒で4位。9月23日の第71回全日本実業団対抗陸上競技選手権大会の女子10000mでは、48分26秒31で優勝した。
2024年6月に自体校のチームメイトである野田明宏と結婚した。2025年1月1日に東京で行われた第73回元旦競歩大会の完歩を最後に引退した。今後は自衛隊内の教育訓練を受けて自衛官としての勤務を継続する。